# Коричу
Коричу (чечен. Кхоьриечу) — хутор в Галанчожском районе Чеченской Республики. Входит Моцкаройское сельское поселение.

## География
Хутор расположен на правом берегу реки Бара, к юго-востоку от районного центра Галанчож.
Ближайшие населённые пункты: на севере — село Эрстахо

## История
Аул Коричу ликвидирован в 1944 году во время депортации чеченцев. После восстановления Чечено-Ингушской АССР чеченцам было запрещено возвращаться в свои исконные районы: Галанчожский, Шатойский и Итум-Калинский.